# Паметник на Гоце Делчев (Борисова градина)
Паметникът на Гоце Делчев е бюст на българския революционер, водач на Вътрешната македоно-одринска революционна организация Гоце Делчев (1872 - 1903), разположен в Борисовата градина в град София, България. 
Паметникът е № 36 от Алеята на бележитите българи, обявената за резерват на градинско-парковото изкуство (ДВ бр.96 от 1988 година).  Създаден е в 1983 година заедно със съседния Паметник на Даме Груев по повод 80-годишнината от Илинденско-Преображенското въстание с решение на Секретариата на Централния комитет на Българската комунистическа партия № 347 от 15 април 1982 година. Дело е на скулптора Илия Я. Илиев.